# 大鬚鈍囊鯰
大鬚鈍囊鯰，為輻鰭魚綱鯰形目鼬鯰科钝囊鲇属的其中一種，為熱帶淡水魚，分布於南美洲亞馬遜河上游流域，體長可達7.5公分，棲息在底層水域，生活習性不明。

## 扩展阅读
維基物種上的相關：大鬚鈍囊鯰